# Elefthería Eleftheríou
Elefthería Eleftheríou (en griego: Ελευθερία Ελευθερίου) (Paralimni, Chipre, 12 de mayo de 1989) es una cantante greco-chipriota conocida en Grecia y Chipre a raíz de su participación en la segunda edición de la versión griega de "Factor X". A pesar de su temprana eliminación de dicho concurso, fue contratada poco después por Sony Music Grecia. Representó a Grecia en el Festival de la Canción de Eurovisión 2012 celebrado en Bakú, Azerbaiyán.

## Carrera temprana
Elefthería Eleftheríou nació y creció en Frenaros, Chipre. Mientras crecía solía dibujar, bailar y era una atleta, aunque siempre le gustó cantar. A los nueve años de edad comenzó a estudiar en el conservatorio.
Desde una edad temprana, Eleftheríou comenzó a estudiar piano, teoría, armonía e historia de la música. A los 15 años comenzó a recibir clases de canto y a los 16 comenzó a participar como solista en la orquesta nacional de folk de la Corporación chipriota de radiodifusión. El mismo año, fue candidata a representar a Chipre en el Festival de Eurovisión 2006 con la canción "Play That Melody to Me" junto a Maria Zorli. Aunque superó la primera semifinal, acabó séptima en la final nacional. Aunque no ganó la final nacional, Eleftheríou decidió continuar estudiando música e interpretación, inscribiéndose en la Universidad de Surrey. Comenzó a cantar como solista en la escena musical chipriota a la edad de 18, y tuvo un papel en el musical "Rent" en Nicosia por una temporada.

## Factor X
En 2008, Eleftheríou se presentó a las audiciones para la primera edición del programa de talentos Factor X en Grecia. Aunque recibió tres opiniones favorables de cuatro de los jueces y tuvo la oportunidad de participar en la fase previa, decidió no participar en el concurso. Un año más tarde, en 2009, Eleftheríou intentó de nuevo participar y tuvo la unanimidad a favor de los cuatro jueces. A pesar de ser una de las favoritas para ganar, Eleftheríou fue eliminada durante la quinta gala del concurso. Mientras el jurado y el presentador mostraban su sorpresa por la eliminación, el presentador y cantante Sakis Rouvas le ofreció en directo poder cantar con él en el su espectáculo para la temporada en un club, lo cual aceptó.

## Post-Factor Xy Eurovisión
Poco después de su eliminación, Sony Music Grecia contrató a Elefthería y la presentó candidata para representar a Grecia en el Festival de Eurovisión 2010. Una semana antes de la presentación formal de las canciones candidatas por la televisión griega ERT, la canción de Eleftheríou "Tables are Turning" fue filtrada a Internet por una fuente desconocida. Como resultado, la canción fue descalificada de la final nacional.
A pesar de la descalificación, lanzó la canción en griego como "Kentro Tou Kosmou" (Centro del mundo) como el primer sencillo de su álbum. Tanto la versión en griego como la versión en inglés fueron puestos a la venta para la descarga digital el 5 de marzo de 2010.
Eleftheríou comenzó a aparecer junto a Sakis Rouvas y Tamta en el S-Club el 11 de diciembre de 2009. El 19 de agosto de 2010, comenzó a actuar con Nikos Vertis en el club Orama en Salónica. Aunque inicialmente estaba previsto que terminase a principios de octubre, el espectáculo fue un éxito y se amplió a todo el mes de octubre.
El 6 de octubre de 2010, Eleftheríou publicó su nuevo sencillo "Otan Hamilonoume To Fos" (Cuando atenuamos las luces) con música de Giannis Iermias y letra de Faidon Samsidis. En marzo de 2011, Elefthería colaboró con el dúo DJ HouseTwins' en la pista "Never", acreditada como Elle. Se lanzó asimismo un vídeo musical del tema en el que ella aparecía.
El 1 de diciembre de 2011, Eleftheríou anunció que había dejado Sony Music Grecia y firmó contrato con Universal Music Grecia. Sobre la base de sus declaraciones, fue decisión propia abandonar Sony Music, ya que Universal Music le hizo una muy buena propuesta. Eleftheríou declaró también que en ese momento estaba en proceso de buscar nuevas canciones para grabar.
El 5 de marzo de 2012, se anunció que Eleftheríou sería una de las cuatro candidatas para representar a Grecia en el Festival de Eurovisión 2012, con la canción "Aphrodisiac". El 12 de marzo de 2012, Elefthería ganó la final nacional por lo que consiguió representar a Grecia en el festival de Eurovisión que se celebró en Bakú, Azerbaiyán, y que a la postre ganaría Loreen (cantante) representando a Suecia.
El 6 de julio de 2012, sacó un nuevo sencillo Hearts Collide, que llegó número 2 en Grecia, número 1 en Chipre y número 24 en Serbia.